# 캔데이스 키타

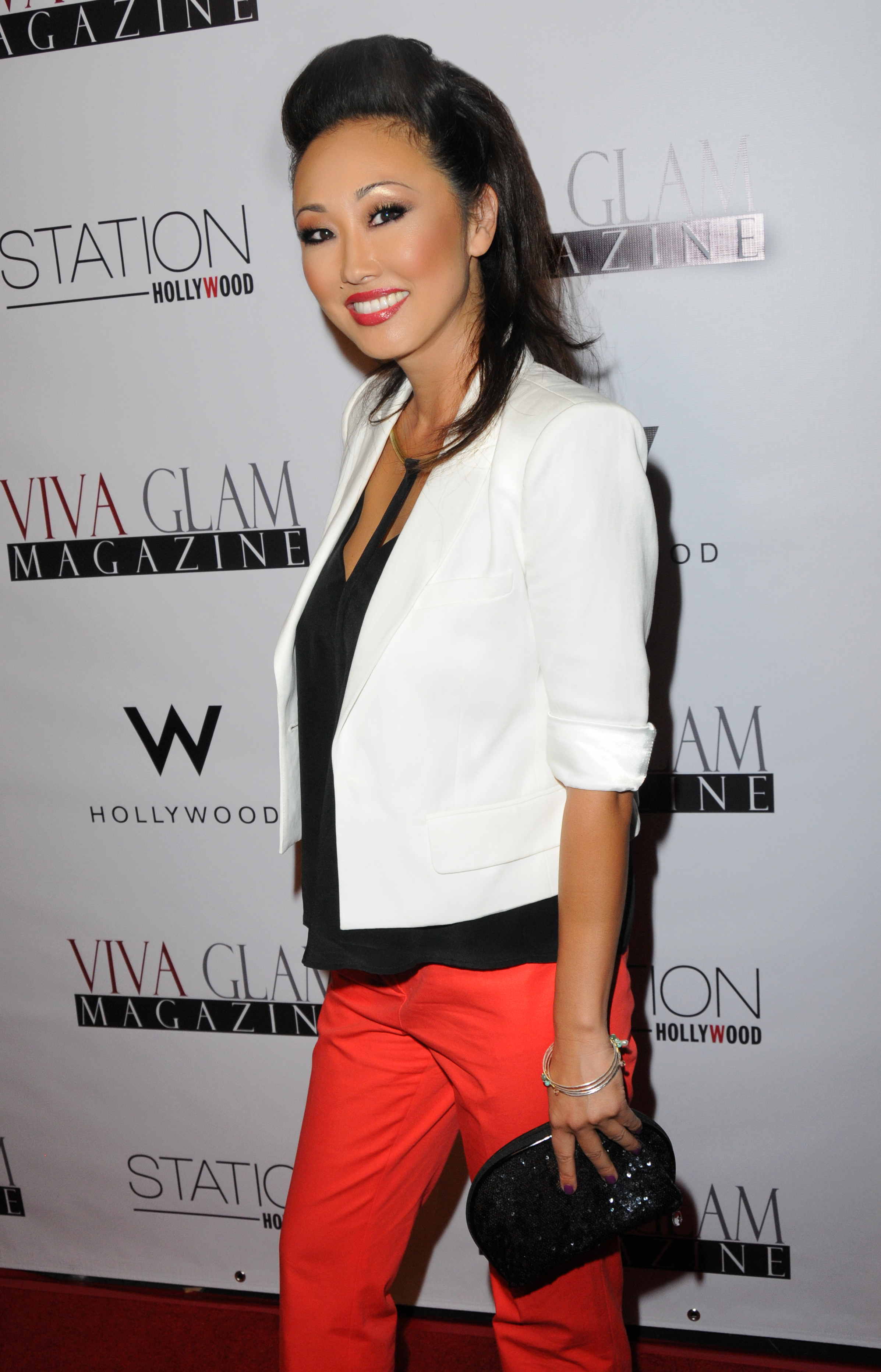

캔데이스 키타(Candace Kita, 1980년 12월 27일 ~ )는 미국의 배우, 모델, 영화배우이다.
로스앤젤레스에서 태어났다.

## 영화
- 러브 애딕트 (2015년)
- 크림슨 세인츠 (2013년)
- 코핀 (2011년) - 카밀 역
- 원더 우먼 (2011년)
- 척 앤 래리 (2007년)
- 배드 뉴스 베어즈 (2005년)
- 디즈니 삼총사 (2004년)
- 리틀 히어로 3 (2002년)